# Mautstelle

Zeichen 390: Mautpflicht nach dem ABMG

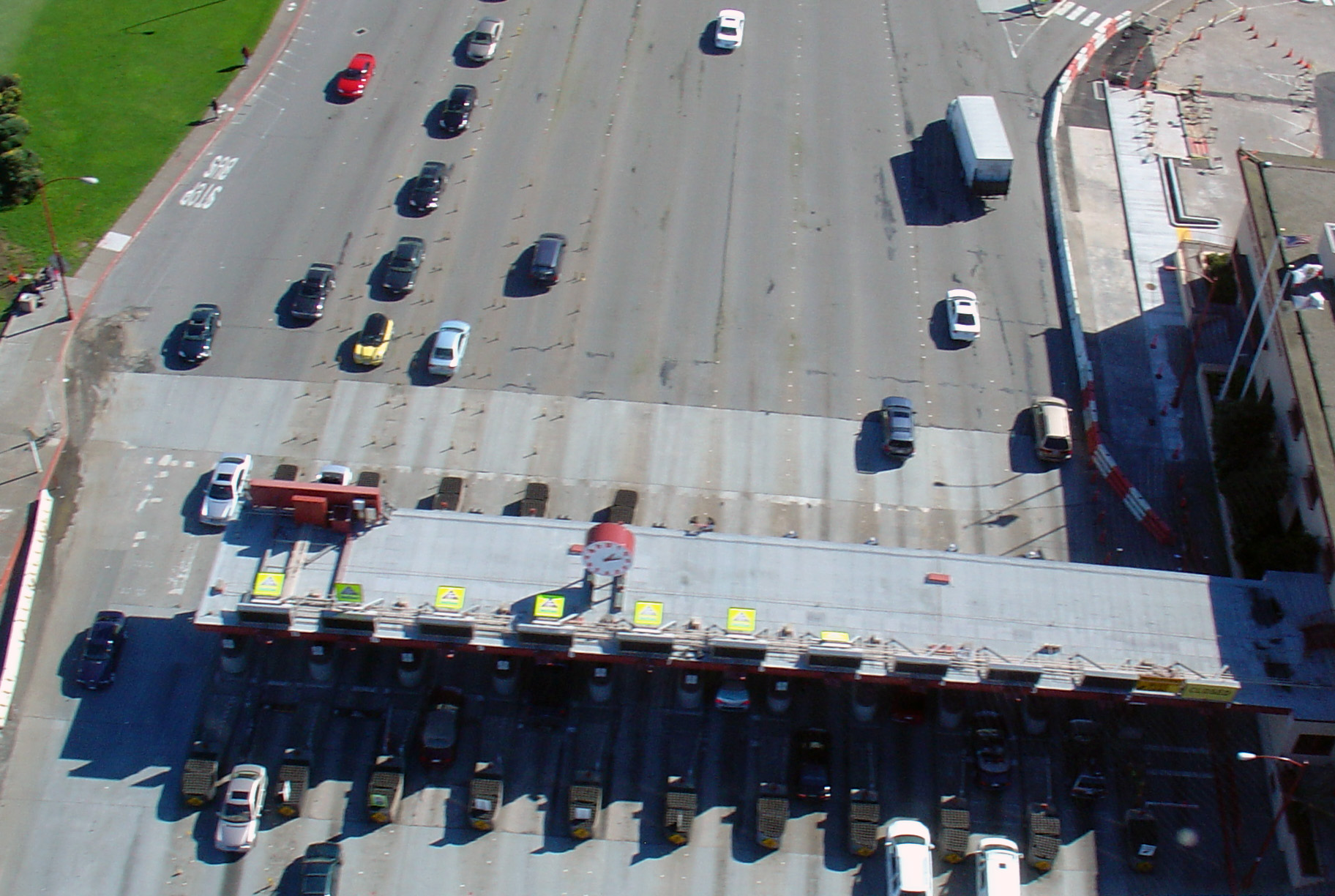
Mautstelle der Golden Gate Bridge in Kalifornien

Eine Mautstelle ist eine stationäre Einrichtung zur Erhebung einer Benutzungsgebühr (Maut) für Autobahnen, Bergstraßen und andere gebührenpflichtige Straßen.
Die Mautstelle besteht aus einem oder mehreren beschrankten Kontrollhäuschen, an denen die Maut entweder sofort erhoben wird (Tunnel, Brücken oder Passstraßen) wird oder an einem Automaten eine Einfahrtkarte entnommen wird, die bei der Ausfahrt zur Berechnung einer fahrtstreckenabhängigen Gebühr dient (z. B. auf den italienischen Autobahnen). An Autobahnknoten muss in der Regel an die bislang gefahrene Strecke bezahlt und eine neue Einfahrtkarte gelöst werden.
Nachteile einer Mauterhebung mittels Mautstellen im Vergleich zu einer elektronischen Erfassung sind die verminderte Genauigkeit bei der Erhebung der tatsächlich gefahrenen Strecke, die Verlangsamung des Verkehrsflusses an den Mautstellen sowie die erhöhten Personalkosten.
Vorteilhaft ist hingegen die geringe Störanfälligkeit, die Unbedenklichkeit in Hinblick auf den Datenschutz sowie die Unabhängigkeit von Transpondern in den Kraftfahrzeugen.

## Zahlung
Die Zahlung an Mautstellen kann je nach Land auf verschiedene Arten erfolgen. Bei allen Zahlungsarten verhindert eine Schranke, dass die Mautstelle passiert werden kann, bevor die Zahlung geleistet wurde.
- Barzahlung: Die Maut wird entweder an einer Kasse in Bar gezahlt oder als Münzgeld in einen Trichter geworfen.
- Kartenzahlung: Die Bezahlung erfolgt per Kreditkarte, EC-Karte oder einer Karte des Autobahnbetreibers.
- Telezahlung: Ein im Fahrzeug angebrachter Transponder registriert die Durchfahrt einer Mautstelle; die Maut wird vom Konto abgebucht.

## Mautstellen auf Autobahnen und Schnellstraßen in Österreich

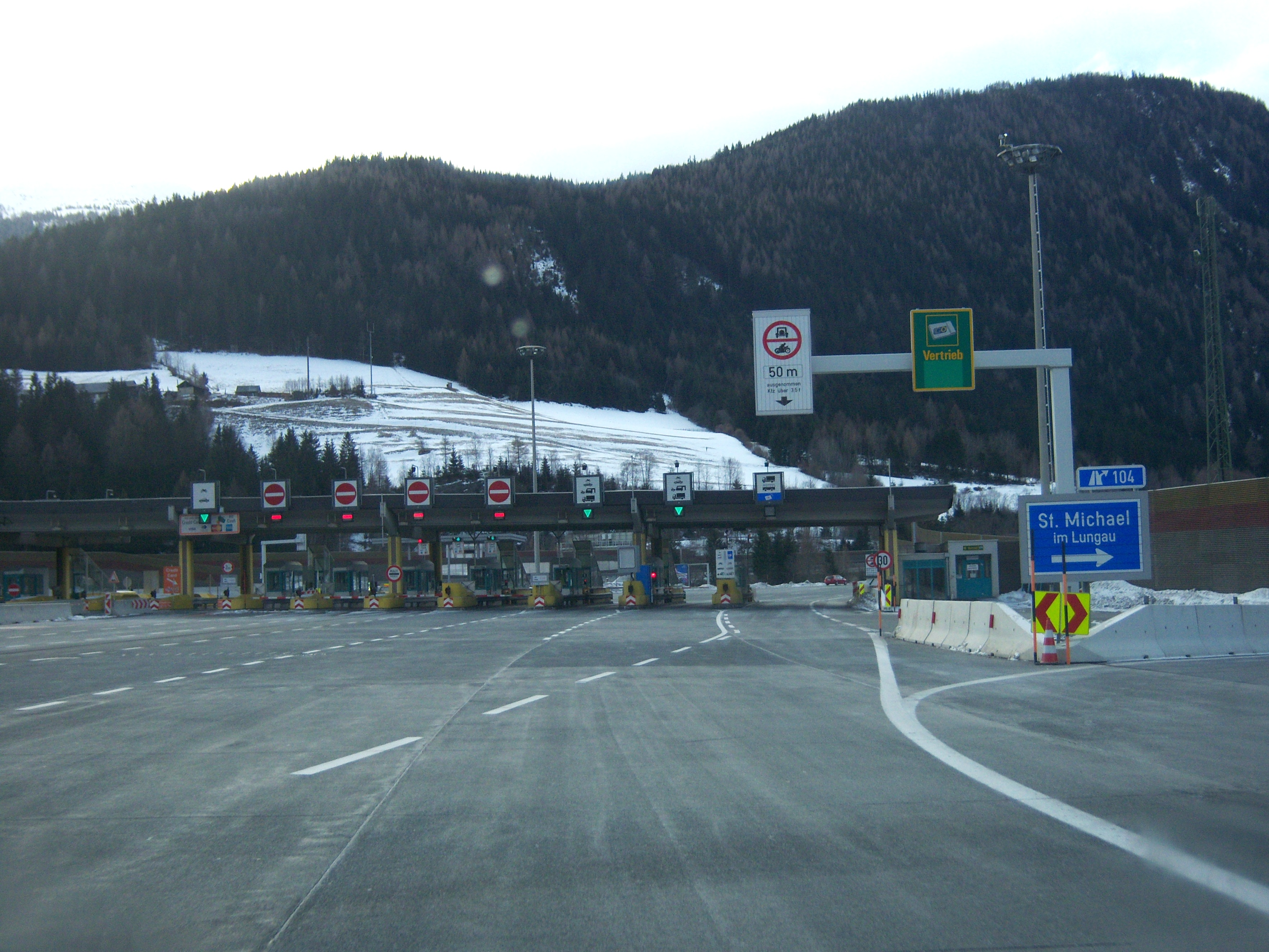
Die Mautstelle St. Michael an der Tauern Autobahn A10

Im Allgemeinen gilt in Österreich Vignettenpflicht auf Autobahnen und Schnellstraßen. Auf einigen Strecken ist jedoch eine Sondermaut zu entrichten. Hierfür gibt es pro Sondermautstrecke eine Mautstelle.
- Mautstelle Bosruck, A9 Pyhrn Autobahn Abschnitt Bosrucktunnel
- Mautstelle Gleinalm, A9 Pyhrn Autobahn Abschnitt Gleinalmtunnel
- Mautstelle Schönberg, A13 Brenner Autobahn
- Mautstelle St. Michael, A10 Tauern Autobahn Abschnitt Tauern- und Katschbergtunnel
- Mautstelle Rosenbach, A11 Karawanken Autobahn Abschnitt Karawankentunnel
- Mautstelle St. Jakob, S16 Arlberg Schnellstraße Abschnitt Arlbergtunnel

## Mautstellen in Deutschland

Zeichen 391 (Deutschland)

Die Bundesregierung entschied sich im Rahmen der Einführung der elektronischen Lkw-Maut in Deutschland gegen ein herkömmliches System mit Mautstellen.
Seit September 1994 besteht mit dem Fernstraßenprivatfinanzierungsgesetz die Möglichkeit, den Bau, die Erhaltung, den Betrieb und die Finanzierung von Brücken und Tunneln im Zuge von Bundesautobahnen und Bundesstraßen an private Unternehmen zu übertragen. Zur Refinanzierung erhalten diese dann das Recht zur Erhebung von Mautgebühren.
Daneben gibt es einige private Mautstraßen und somit Mautstellen. Vor Beginn der Mautstraße ist das Zeichen 391 links und rechts aufzustellen.